# دولت
دولت یا کشوردار در علم سیاست، دستگاهی سیاسی اجباری با حکومتی متمرکز است که انحصار استفادهٔ درست از اجبار و زور درون یک قلمرو جغرافیایی معین را حفظ می‌کند. مفهوم دولت در معانی دیگری نیز به کار برده می‌شود. بسیاری از نویسندگان مفاهیم «دولت» و «حکومت» را به یک معنا به کار می‌برند و در زبان عامیانه و رسانه‌ها دولت معمولاً به معنی قوه مجریه یا هیئت وزیران است که این کاربرد از واژه دولت تنها به بخشی از حکومت اشاره دارد. گاهی نیز دولت به بخشی از حکومت اشاره دارد که شامل نهادهای مذهبی و نهادهای مدنی نمی‌شود؛ مثلاً کاربرد واژه دولت در اصطلاح سازمان‌های غیردولتی به این مفهوم از دولت اشاره دارد.
دولت‌ها ممکن است دارای قدرت سیاسی و حاکمیت کامل باشند که در این صورت کشور مستقل نامیده می‌شوند؛ ولی گاهی ایالت‌هایی که در یک جمهوری فدرال گرد هم آمده‌اند، مثلاً در ایالات متحده آمریکا، هم دولت نامیده می‌شوند. بعضی از دولت‌ها هم تابع و دست‌نشاندهٔ حکومتی دیگر هستند؛ مثل فرانسه ویشی که تابعِ آلمان نازی بود اما خود را دولت می‌خواند.
انواع دولت:
الف) دولت مرکزی:

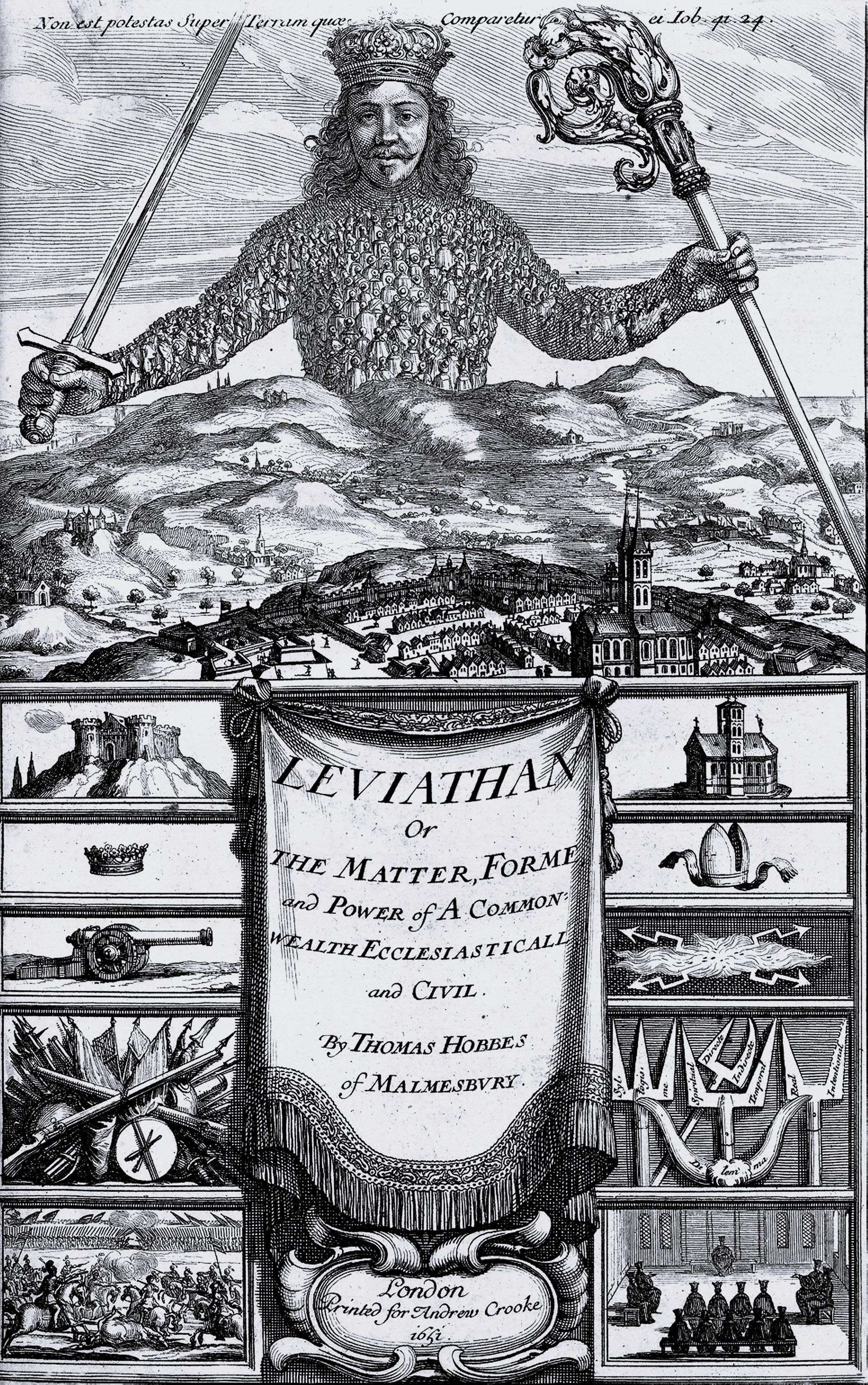
جلد کتاب لویاتان اثری از توماس هابز

تنها شخصی است که در خزانه حساب شخصی دارد و عموماً جهت ساخت و گسترش و ترمیم پایهٔ پولی کشور از آن استفاده می‌کند؛ مثلاً الماس خریداری کرده و در خزانه به امانت می‌گذارد.
ب) دولت کاراکترال:
مرجع برگزاری آزمون استخدامی ادارات و موسسات دولتی به‌شمار می‌آید و با دقّت زیادی مسئول محتوای پولی اداری است.
نکته:محتوای پولی اداری، مرز یک کشور و کشور دیگر از لحاظ اداری است.
ج) دولت فدرال:مسئول آمایش یک سرزمین را دولت فدرال گویند.
تبصره:قضّات فدرال را هم تأیید صلاحیت می‌کند.
د) دولت رادیکال:متولّی امور اجرائی اداری کشور است و دولت لیبرال از او مجوّز می‌گیرد.
ه) دولت لیبرال:مسئولیّت‌های ویژه را برعهده دارد و سازمان فدرال یک کشور اداره می‌کند.
دولت ملّی:امور سازمانی از جمله سازمان‌های قضائی را سامان‌دهی می‌کند. یادآوری: سازمان‌های فدرال را برعهده نمی‌گیرد.

## مشکلات تعریف

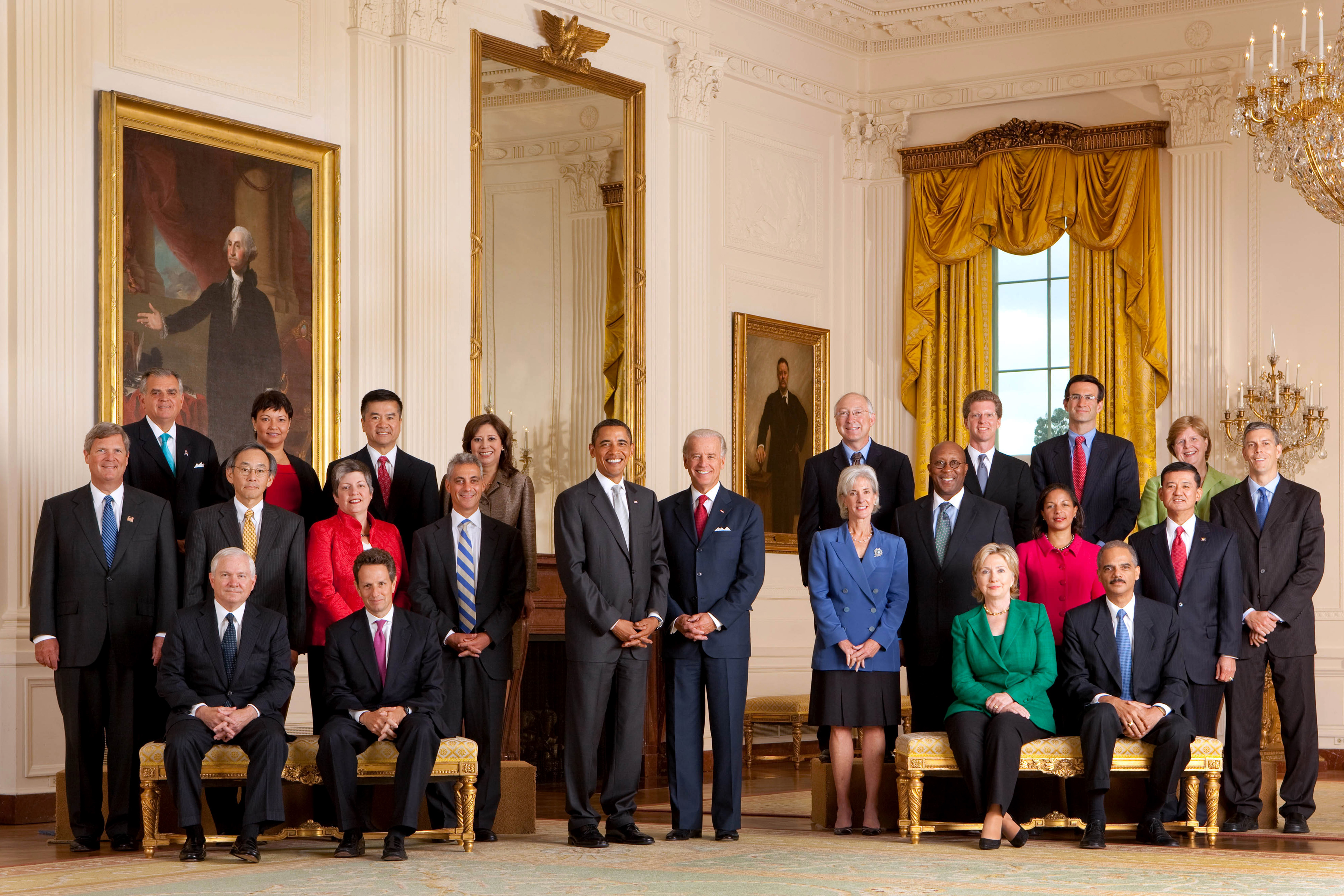
بخشی از یک کابینه دولتی

هیچ اجماعی دانشگاهی بر روی یک تعریف فراگیر و درخور از دولت وجود ندارد. واژه دولت اشاره دارد به دسته‌ای از نظریه‌های متفاوت ولی مرتبط دربارهٔ پدیده سیاست که اغلب با یکدیگر هم پوشی‌هایی دارند. ارائه تعریف از این واژه می‌تواند بخشی از درگیری‌های ایدئولوژیک در نظر گرفته شود، چرا که تعریف‌های گوناگون به نظریه‌های متعددی منجر می‌شود که پایه و اساس دولت اند و در نتیجه راهکارهای مختلف سیاسی را معتبر خواهند شمرد.
رایج‌ترین تعریف از دولت از ماکس وبر است، که توضیح می‌دهد دولت یک سازمان سیاسی اجباری و دارای دولتی مرکزی است و سعی در برقراری انحصار قدرت قانون‌گذاری برای خود در داخل یک قلمرو مشخص دارد. دسته‌بندی‌های عمومی از نهادهای دولت شامل دیوان سالاران اداری، نظام حقوقی و سازمان‌های نظامی یا مذهبی است.
بر طبق واژه‌نامه انگلیسی آکسفورد، دولت الف. یک اجتماعی سازمان یافته سیاسی است که دارای یک دولت، یک رفاه عمومی و یک ملت است. چنین اجتماعی می‌تواند دربردارنده بخش‌های مختلف یک جمهوری فدرال باشد، به ویژه در ایالات متحده آمریکا.

### انواع دولت
دولت‌ها ممکن است به عنوان مقتدر دسته‌بندی شوند و این دسته آن دولت‌هایی اند که به دولت دیگری وابسته نبوده و موضع اعمال حاکمیت آن نیستند. دیگر دولت‌هایی نیز هستند که ممکن است زیر سیطره یک قدرت بیگانه قرار گرفته باشند. بسیاری از دولت‌ها، دولت‌های فدرال اند که در اتحادیه فدرال مشارکت می‌جویند. یک دولت فدرالی قلمرویی است که تحت قانون اساسی شکل گرفته و با اجتماعات متعدد یک فدراسیون را تشکیل می‌دهد. چنین دولت‌هایی از دولت‌های دارای اقتدار متمایزند چرا که در این حالت این دولت‌ها، بخشی از قدرت خود در حاکمیت را به دولت فدرال منتقل کرده‌اند.

### دولت و حکومت
مفهوم حکومت می‌تواند متمایز از مفهوم دولت باشد. حکومت گروهی مشخص از مردم، دیوان سالاران اداری، است که وظیفه اداره کردن کارهای دولت‌ها را در دوره‌ای که به آن‌ها اختصاص دارد بر عهده دارند. با این اوصاف می‌توان گفت که حکومت‌ها ابزاری اند که قدرت دولت از طریق آن‌ها به کار بسته می‌شود. دولت‌ها را حکومت‌های مختلفی که از پی هم می‌آیند، اداره می‌کنند.
هر حکومتی که از پی حکومت دیگر می‌آید از بدنه‌ای از افراد متخصص تشکیل شده که انحصار تصمیم‌گیری‌های سیاسی را در دست دارند و به دست سازمان‌های حکومتی از دیگر اعضای جامعه جدا شده‌اند. کارکرد آنها اجرایی کردن قوانین موجود، تصویب قوانین جدید و داوری اختلاف‌ها به صورت انحصاری است. در بعضی از جوامع، این گروه از مردم به صورت دائمی بر سر کار می‌آیند یا از طبقه پادشاهی بوده و از طریق وراثتی زمام امور را در دست می‌گیرند. در دیگر جوامع، برای نمونه دموکراسی‌ها، نقش‌های سیاسی بر جای خود باقی می‌مانند ولی اشخاص متفاوت در زمان‌های مختلف تصدی آن‌ها را بر عهده خواهند داشت.

### دولت و دولت-ملت
دولت هم چنین می‌تواند از مفهومی به نام ملت نیز متمایز باشد که به یک منطقه گسترده جغرافیایی اشاره دارد و مردمی که در آن محدوده به زندگی و کار مشغول اند و هویتی مشخص از در کنار هم بودن و با هم زندگی کردن دارند.

### دولت و جامعه مدنی
در اندیشه‌های کلاسیک، دولت هم با جامعه سیاسی و هم جامعه مدنی معرفی شده است. چرا که در آن دوره، جامعه مدنی را هم جزئی از اجتماعات سیاسی در نظر می‌گرفتند، در حالی که در اندیشه‌های مدرن میان دولت-ملت به عنوان یک جامعه سیاسی و جامعه مدنی به عنوان نوعی از جامعه اقتصادی تمایز قائل شده‌اند. بنابراین، در اندیشه‌های مدرن دولت با جامعه مدنی در تضاد است.

### انسان علیه دولت
فیلسوف، جامعه‌شناس، زیست‌شناس و نویسنده انگلیسی، هربرت اسپنسر در کتاب خویش با نام انسان علیه دولت دربارهٔ بسیاری از ابعاد دولت که در تعارض با ویژگی‌های انسان است، قلم رانده است. در این کتاب وی با جزئیات به تحلیل دانشگاهی شکسپیر می‌پردازد و فضای سردی را که حاصل ارتباط میان دولت و مردمی که در آن زندگی می‌کنند است، را به رشته تحریر درمی‌آورد.
آنتونیو گرامشی معتقد بوده که جامعه مدنی مرکز نخستین فعالیت سیاسی است چرا که این محمل جایی است که در آن تمام اطلاعات هویتی، درگیری‌های نظری، فعالیت‌های روشنفکران و ساختن یک هژمونی، شکل می‌گیرند و امکان وقوع می‌یابند و آن جامعه مدنی پیوند ارتباطی میان فضای سیاسی و اقتصادی بود. جمع تمام این فعالیت‌های جامعه مدنی چیزی بود که گرامشی آن را جامعه سیاسی می‌نامید، و آن را از ملتی که دولت را به عنوان جامعه خویش برمی‌گزینند، متمایز می‌دانست. وی می‌گفت که سیاست یک روند یک طرفه برای اداره سیاسی جامعه نیست بلکه سیاست فعالیت‌های سازمان‌های مدنی است که فعالیت‌های احزاب سیاسی و نهادهای دولتی را مقید و مشروط می‌کند. لوئیس آلتوسر بحث می‌کند که سازمان‌های مدنی از جمله کلیسا، مدارس و خانواده در بازتولید ارتباطات اجتماعی بخشی از دستگاه نظری دولت می‌باشند که مکمل دستگاه سرکوب دولت اند (مانند نیروهای پلیسی و نظامی).
یورگن هابرماس از فضای عمومی حرف می‌زد که به زعم وی هم از فضای سیاسی و هم از فضای اقتصادی متمایز بود.
با توجه به نقشی که بسیاری از گروه‌های اجتماعی در توسعه سیاست عمومی دارند و رابطه سنگینی که میان دیوان سالاری دولتی و دیگر نهادها وجود دارد، تعریف و تشریح مرزهای دولت به شدت سخت شده است. خصوصی‌سازی، ملی سازی و ایجاد نهادهای جدید دیگر نیز باعث تغییر مرزهای دولت در ارتباط با جامعه شده‌اند. در اغلب موارد طبیعت سازمان‌های شبه مستقل نامشخص و ناشفاف است، و این امر باعث شده تا بحثی در میان دانشمندان علم سیاست در بگیرد که باید چنین سازمان‌هایی را بخشی از دولت در نظر بگیرند یا بخشی از جامعه مدنی. از همین روست که شماری از دانشمندان علم سیاست ترجیح می‌دهند تا از شبکه‌های سیاسی و اداره نامتمرکز در جوامع مدرن حرف بزنند تا این که بخواهند مدافع دیوان سالاری‌های دولتی و اداره مستقیم دولت باشند.

## نظریه‌های کارکرد دولت
بیشتر نظریه‌های سیاسی را می‌توان تقریباً در دو دسته طبقه‌بندی کرد. نخستین دسته به عنوان نظریه‌های لیبرال یا محافظه کار شناخته می‌شوند که از عنصر سرمایه‌داری بهره می‌جویند، و بر روی کارکرد دولت در یک جامعه سرمایه‌دار متمرکزند. این دسته از نظریات به دولت به عنوان یک ماهیت خنثی نسبت به جامعه و اقتصاد می‌نگرند و معتقدند دولت نقشی در تنظیم روابط و فعالیت‌ها در این حیطه‌ها ندارد. در طرف مقابل، نظریه‌های مارکسیستی قرار می‌گیرند که سیاست را به عنوان پدیده‌ای در نظر می‌گیرند که به شدت با روابط اقتصادی در هم آمیخته است، و بر ارتباط میان قدرت اقتصادی و قدرت سیاسی تأکید دارند. آن‌ها حکومت را همچون وسیله‌ای می‌بینند که در وهله نخست درصدد خدمت به طبقه‌های برتر جامعه است.

### آنارشیسم یا هرج و مرج گرایی
آنارشیسم فلسفه‌ای سیاسی است که دولت را پدیده‌ای غیراخلاقی در نظر می‌گیرد و به جای آن در صدد برقراری جامعه بدون دولت یا آنارشی است.
آنارشیست‌ها بر این باورند که دولت به‌طور سنتی ابزاری است برای چیرگی بر مردم و سرکوب ایشان و این ربطی به این که چه کسی بر سر کار و در مصدر امور است ندارد. برخلاف مارکسیست‌ها، آنارشیست‌ها معتقدند که تصرف انقلابی قدرت دولت نباید یک هدف سیاسی باشد. ایشان اعتقاد دارند که به جای آن، دستگاه‌های دولتی باید به‌طور کامل از کار بیفتند و به جای آن دسته‌ای از روابط اجتماعی جدید ایجاد شوند که به هیچ وجه بر پایه قدرت دولت نباشند.
بسیاری از مسیحیان آنارشیست هم چون جاکوس الول دولت و قدرت سیاسی را به عنوان جانور هیولا صفت در کتاب مکاشفه انجیل تفسیر کرده‌اند.

### مارکسیسم
مارکس و انگلس در این که هدف غایی کمونیست‌ها داشتن یک جامعه بی طبقه است که در آن دولت محو شده باشد، آشکارا نظرات خود را ابراز کرده‌اند. دیدگاه‌های ایشان از طریق مجموعه کارهای گردآمده مارکس و انگلس یکجا شده است و در این کارها انواع دولت‌های قدیم یا زمان خویش را از نظر تاکتیکی و تحلیلی مورد بررسی قرار داده‌اند که البته در این کارها اثری از انواع سوسیالیستی دولت که در آینده پدید آمد، نیست؛ و در این تحلیل‌ها بیش از همه به این موضوع توجه داشته‌اند که کدام یک از این دولت‌ها مورد نظر مارکسیست‌ها باید باشد و کدام یک تهدیدی است برای بقای ایشان. تا جایی که فهمیدنی است هیچ انگاره یکتایی برای تشریح نظریه مارکسیستی دربارهٔ دولت وجود ندارد، بلکه به جای آن بسیاری از ایده‌های متفاوت مارکسیستی وجود دارد که سعی در تعریف دولت با استفاده از میراث مارکسیسم دارند.
مارکس در نوشته‌های آغازین خود دولت را به مثابه یک انگل ترسیم می‌کرد که بر روی ساختاری عظیم اقتصادی بنیاد شده است و برخلاف مصالح عمومی کار می‌کند. وی هم چنین نوشت که طبقه‌های میانی جامعه در کل به عنوان تنظیم‌کننده اختلاف‌ها و کشمکش‌های طبقاتی عمل می‌کنند و به عنوان وسیله‌ای برای اعمال قدرت و سیطره طبقهٔ حاکم استفاده می‌گردد. مرام نامه کمونیسم ادعا داشت که دولت چیزی بیش از یک کمیته برای اداره امور عمومی بورژواها نیست.
در نظریات مارکسیست‌ها نقش یک دولت غیر سوسیالیست توسط کارکردهای آن در نظم جهانی سرمایه دارانه تبیین می‌شود. رالف میلیبند بحث می‌کند که طبقه حاکم از دولت به عنوان وسیله‌ای برای چیرگی بر جامعه از رهگذر ارزش‌های شخصی بهره می‌برد. در نظر میلیبند، دولت را گروهی از نخبگان اداره می‌کنند که از پس زمینه‌ای یکسان بهره مندند و این پس زمینه همان طبقه سرمایه‌دار ایشان است.
نظریات گرامشی دربارهٔ دولت بر دولت به عنوان تنها نهاد در جامعه که به برقراری هژمونی طبقه حاکم کمک می‌کند، تأکید دارد، و این که قدرت دولت از طریق سیطره نظری بر نهادهای جامعه مدنی مانند کلیساها، مدارس و رسانه‌های عمومی تقویت می‌شود.

### پلورالیسم یا کثرت گرایی
کثرت گرایان جامعه را به مثابه مجموعه‌ای از افراد و گروه‌ها می‌بینند که در حال رقابت بر سر قدرت سیاسی اند. با این مقدمه دید ایشان نسبت به دولت، پدیده‌ای است بی‌طرف که فقط به دنبال اعطای قدرت به آن دسته از افرادی است که مناصب را در رقابتی انتخاباتی از آن خود کرده‌اند. در سنت کثرت گرایایی، رابرت دال فردی بود که نظریه دولت به عنوان عرصه‌ای بی‌طرف را گسترش و توسعه بخشید که فضا را برای رقابت گروه‌های دیگر فراهم می‌آورد. وقتی قدرت در یک جامعه به گونه‌ای رقابتی به دست آید، سیاست دولت نتیجه چانه زنی‌های مکرر خواهد بود. گرچه کثرت گرایی نیز به نابرابری میان افراد معتقد است ولی در صدد فراهم آوری فرصت‌هایی برابر برای تمام گروه هاست تا با فشار بر دولت بتوانند منافع خویش را تأمین کنند. رویکرد کثرت گرایانه بیان می‌کند که فعالیات دولت‌های مدرن دموکراتیک نتیجه فشارهایی است که گروه‌های مختلف بر آن وارد کرده‌اند. دال چنین دولت‌هایی را دولت چندرهبری (پلیارشی) می‌نامد.
کثرت گرایی بر این اساس که بر پایه مدارک تجربی مورد حمایت قرار نگرفته است، نقد و به چالش کشیده شده است. با مطالعه‌ای انتقادی بر بیشترین مردمی که در مناصب حاکمیتی گماشته‌اند روشن می‌شوند که بسیاری از ایشان از طبقه‌های ثروتمند جامعه اند و این با هدف کثرت گرایی که کوشش در برآورده کردن منافع تمام گروه‌های جامعه دارد در تعارض است.

### پسامدرنیسم
یورگن هابرماس معتقد بود که پایه چهارچوب ساختارهای هنگفتی که بسیاری از نظریه پردازان مارکسیست برای تبیین ارتباط میان دولت و اقتصاد از آن بهره برده‌اند، بیش از حد ساده انگارانه است. وی احساس می‌کرد که دولت‌های مدرن نقش عمده‌ای را در ساختارمندی اقتصاد به یاری قاعده مند کردن فعالیت‌های اقتصادی و تولیدکننده یا مصرف‌کننده بودن در حجم گسترده و بازتوزیع ثروت ناشی از فعالیت‌های دولت بر عهده دارند. بر پایه این دلایل، هابرماس معتقد بود که دولت‌ها نمی‌توانند مسئولیت مثبتی را در برقراری منافع طبقات اقتصادی جامعه ایفا کند.
میشل فوکو معتقد بود نظریه مدرن سیاست به شدت بر پایه مرکزیت دولت استوار است و می‌گفت چه بسا پس از تمام این حرف‌ها، دولت چیزی بیش از ترکیب واقعیت و یک انتزاع افسانه‌ای نباشد که اهمیت آن بسیار کمتر از چیزی باشد که ما برای آن در نظر می‌گیریم. وی می‌پنداشت نظریه سیاست بسیار بیش از حد بر روی نهادهای انتزاعی متمرکز بود و توجهی شایسته به اعمال واقعی دولت نمی‌داشت. در نظر فوکوف وجود دولت هیچ گونه ضرورتی نداشت. به اعتقاد وی نظریه پردازان علم سیاست، به جای تلاش برای فهم فعالیت‌های دولت‌ها با تحلیل دارایی‌های دولت باید به آزمایش تغییرات در رفتارها و اعمال دولت بپردازند تا بتوانند تغییرات در طبیعت دولت را درک کنند.

### استقلال دولت (نهادگرایی)
نظریه پردازان استقلال دولت بر این باورند که دولت ماهیتی است که در برابر تأثیرات اقتصادی و اجتماعی نفوذ ناپذیر است و منافع خاص خود را داراست.
نهادگرایان جدید دربارهٔ دولت نوشته‌های متعددی دارند از جمله کارهای تدا اسکاچپول که می‌گوید بازیگران عرصه دولت تا حد بسیار زیادی مستقل عمل می‌کنند. به عبارت دیگر، کارمندان دولت منافع خاص خود را دارند که می‌توانند آن‌ها را مستقل از دیگر بازیگران عرصه اجتماع (در مواقعی که این منافع با هم در تعارض قرار می‌گیرند) پیگیری کنند. از آنجا که دولت ابزار اجبار را در دست دارد و از آنجا که استقلال بسیاری از گروه‌های جامعه مدنی در پیگیری اهداف شان توسط دولت به آن‌ها اعطا شده است، کارمندان دولت به اندازه‌ای می‌توانند تمایلات و منافع خود را بر جامعه مدنی تحمیل کنند.
جی ویلیام دامهاف ادعا می‌کند که این ایده که دولت آمریکا به میزانی قابل توجه نسبت به مالکان و مدیران بانک‌ها، شرکت‌ها و تجارت‌های کشاورزی استقلال دارد بر پایه مدارک و مشاهدات تجربی اشتباه است و می‌گوید که مطالعات تجربی درجه‌ای زیاد از هم پوشانی را میان منافع مدیران و مالکان تجارت‌های یاد شده با متصدیان دولت نشان می‌دهد. که البته این ادعای وی را نیز بسیاری از نظریه پردازان دیگر نقد و رفع کرده‌اند.

## نظریات مشروعیت دولت
دولت‌ها عموماً بر ادعاهایی متکی اند که مشروعیت آن‌ها را اثبات کند و هدف از این مشروعیت‌خواهی برقراری سلطه آن‌ها بر دیگر موضوعات است.

### مشروعیت الهی
برپایی نظام‌های مدرن دولتی به شدت به تغییرات در عرصه اندیشه سیاسی و به ویژه تغییر در درک مفهوم مشروعیت قدرت دولت مربوط است. مدافعان اولیه قدرت مطلق همچون توماس هابز و جان بودین نظریه مشروعیت الهی پادشاهان را نادیده انگاشتند و بحث کردند که قدرت پادشاهان باید از طرف مردم بیاید و نه از طرف خدا. به ویژه که هابز پا را از این نیز فراتر گذاشت و بحث کرد که قدرت سیاسی باید به ارجاع به افراد توجیه شود و نه با در نظر گرفتن اشخاص به عنوان یک کل. هر دوی هابز و بودین می‌پنداشتند که از قدرت پادشاه دفاع و حمایت می‌کنند و نه از دموکراسی، اما مباحث ایشان دربارهٔ طبیعت حاکمیت را مدافعان قدرت پادشاه به سختی نقد کرده و نمی‌پذیرفتند؛ افرادی چون سر رابرت فیلمر در انگلستان که می‌پنداشت چنین مباحثی نهایتاً به جای دفاع از شاه و جایگاه او، راه را برای ارائه نظریات دموکراتیک تر فراهم می‌کرد.

### قدرت منطقی-قانونی
ماکس وبر سه منبع اصلی را برای مشروعیت در کارهای خویش معرفی کرده است. نخست، مشروعیت بر پایه گروه‌های سنتی که از این عقیده ناشی می‌شود که مسائل باید به همان نحوی باشند که در گذشته بوده‌اند و کسانی که از چنین سنت‌هایی دفاع می‌کنند مشروعیت داشتن قدرت را از آن خود خواهند کرد. دوم، مشروعیت بر پایه رهبری فرهمند که به رهبر یا گروهی اعطا می‌شود که در نظر دیگران به گونه‌ای مثال زدنی قهرمان یا بسیار ارزشمند نگریسته می‌شوند. سوم، قدرت منطقی-حقوقی است که در آن مشروعیت از این عقیده ناشی می‌شود که گروه خاصی که در قدرت قرار گرفته‌اند یک روند حقوقی را پشت سر نهاده‌اند و رفتارهایشان بر اساس قوانین مشخص نوشته شده توجیه پذیر است. وبر معتقد بود که دولت‌های مدرن در آغاز امر بر اساس همین مدل سوم شکل گرفته‌اند.

## واژه‌شناسی
دولت در انگلیسی state (اِستِیت) و در فرانسویٍ État (اِتا) نامیده می‌شود و زبان‌های اروپایی دیگر هم از واژه‌هایی هم‌ریشه بهره می‌برند که همگی آن‌ها از واژه لاتین status «استاتوس» برگرفته شده‌اند که به معنی وضعیت و موقعیت است، و هم‌ریشه با «اُستان» و پسوند «-ستان» فارسی است.
با زنده سازی و همه‌گیری حقوق رومی در اروپای قاره‌ای در سده چهاردهم میلادی، واژه status برای اشاره به جایگاه قانونی اشخاص (مثل مقامات مذهبی و نجیب‌زاده‌ها) مورد استفاده قرار گرفت و به ویژه به جایگاه شاه اشاره داشت. این واژه هم چنین برای اشاره به نظام اداری روم هم که همان دولت جمهوری روم بود مورد استفاده قرار می‌گرفت. در این دوره این واژه کاربرد خود را در اشاره به بعضی از گروه‌های اجتماعی خاص از دست داد و بیشتر اشاره داشت به معانی حقوقی و نظم حقوقی و دستگاه اجرایی ساختن آن.
در زبان انگلیسی واژه دولت اختصاری برای کلمه state می‌باشد که به هم‌معنی آن در زبان قدیم فرانسوی مانند است و به معنی فردی است که صاحب موقعیت و در پی آن صاحب مال و منالی است. کسانی که بیشترین و بالاترین موقعیت‌ها را داشتند عموماً از بیشترین ثروت و مرتبه اجتماعی نیز برخوردار بودند و کسانی بودند که قدرت را در دست داشتند.
بهره‌گیری از واژه state در مفهوم امروزین آن تا حد زیادی مدیون آثار ماکیاولی نویسنده ایتالیایی آغاز قرن شانزدهم (به ویژه کتاب شهریار) است که از این واژه در مفهومی کمابیش همانند با مفهوم مدرن دولت بهره می‌برد.

## تاریخچه
اشکال اولیه دولت در زمانی که امکان مرکزی کردن قدرت به شیوه‌ای با دوام مهیا بود، شکل گرفتند. کشاورزی و نویسندگی تقریباً در جای جای دنیا در عملی شدن این روند مشارکت داشته‌اند: کشاورزی به این دلیل که اجازه ظهور طبقه‌ای از مردم را می‌داد که نیازی به گذراندن بیشتر وقت شان برای تأمین مایحتاجات اولیه‌شان نداشتند، و نویسندگی (و دیگر چیزهای شبیه به آن) چرا که امکان مرکزی شدن اطلاعات مهم و حیاتی را فراهم می‌کرد.
نخستین دولت‌های شناخته شده در ایران باستان، مصر باستان، بین‌النهرین، هند و چین و آمریکا (تمدن آزتک و تمدن اینکا) و بعضی از دیگر جاها پدید آمدند، اما این فقط در دوران مدرن بود که دولت‌ها تمام نقاط کره زمین را از آن خود کردند و هیچ نقطه‌ای بدون دولت باقی نماند. در آن دوره نبود مرزها و وجود دسته‌بندی‌های شکارگران همه چیز را برای جوامع قبیله‌ای فراهم کرده بود و کشاورزی که یکی از راه‌های گذران زندگی و تأمین معاش بود نیز کمک می‌کرد که نیازی به یک دولت تمام وقت نباشد. این شکل زندگی تمام دوران پیشاتاریخ انسان و بخش عمده‌ای از دوران تاریخی نوع بشر را پوشش می‌دهد.
دولت‌های آغازین در قلمروهایی شکل گرفتند که در آن‌ها یک فرهنگ، یک سری عقاید و یک سری از حقوق توسط افراد پیروز رقابت بر سایرین و دیگر ملت‌ها تحمیل شد و یک تمدن و نظام اداری-نظامی جدید برایشان پایه‌گذاری شد. در زمان حال چنین وضعیتی لزوماً وجود ندارد و دولت‌هایی وجود دارند که چند ملیتی اند یا دولت‌هایی فدرال اند و حتی ما امروزه بعضی از نواحی خودمختار در داخل قلمرو بعضی دولت‌ها نیز شاهدیم.
از اواخر سده نوزدهم، در واقع تمام نواحی سکنی پذیر جهان را دولت‌های گوناگون ادعا کردند و هر یک تحت مرزهای مشخص و قطعی یکی از دولت‌ها درآمد. پیش از آن میزان زیادی از زمین‌های روی کره زمین یا از سوی هیچ قدرتی ادعای مالکیت نشده بودند یا به سکونت ناپذیر بودند یا زیستگاه مردمان چادرنشین بودن که طبیعتاً از دولتی سازمان یافته بهره نمی‌بردند. با این وجود حتی امروزه نیز دولت‌هایی وجود دارند که در داخل قلمرو خود مکان‌هایی وسیع از حیات وحش را دربردارند، مانند جنگل‌های بارانی آمازون که این مناطق یا خالی از ساکنان اند یا کمابیش بومیان در آن سکنی گزیده‌اند (که بعضی از این بومیان نیز بی هیچ گونه ارتباطی با دنیای خارج از قبیله خود به سر می‌برند). هم چنین دولت‌هایی وجود دارند که تمام کنترل را بر قلمروی مرود ادعای خویش ندارند یا حداقل کنترلی بر مکان‌های مورد مناقشه در داخل قلمرو خویش ندارند. اکنون جامعه جهانی از حدود دویست دولت تشکیل می‌شود که اکثر آن‌ها در سازمان ملل نمایندگی می‌شوند.

### جوامع پیشاتاریخی بی دولت
در بیشتر درازنای تاریخ بشریت، مردم در جوامع فاقد دولت زندگی می‌کرده‌اند، که ویژگی بارز آن‌ها نبود نیروی حاکم مرکزی بوده است و در آن‌ها نابرابری‌های سرشاری در اقتصاد و قدرت سیاسی نبوده است.
یکی از مردم شناسان با نام رابرت ال کارنیرو می‌نویسد:
«در ۹۹٫۸ درصد تاریخ بشر مردم تنها در گروه‌های خودمختار و روستاها زندگی می‌کردند. در آغاز دوره کهنه سنگی (برای مثال عصر حجر) شمار این واحدهای سیاسی خودمختار باید کم بوده باشد، اما در سال ۱۰۰۰ قبل از میلاد به ششصد هزار واحد افزایش می‌یابند. بعد از آن دهکده‌های بزرگ‌تر شروع به حمله به مناطق دیگر و دستیابی به منابع بیشتر می‌کند و در گذر سه هزاره بعدی این واحدهای سیاسی خودمختار از ششصد هزار تا به ۱۵۷ عدد می‌رسد. در پرتو این رویداد می‌توان امید این را داشت که در آینده این ۱۵۷ واحد به یک واحد کلی فروکاسته شود و این امر نه تنها قابل انتظار است بلکه در واقعیت نیز رو به وقوع است.»
مردم‌شناس دیگری به نام تیم اینگولد می‌نویسد:
«مدارک زیادی برای مشاهده در دوره‌های پیش از تاریخ و زمان شکار نیست، وقتی که مردم در جوامع فاقد دولت زندگی می‌کردند و نمی‌توان این نتیجه را گرفت که زندگی مردم در آن دوره ناکامل بوده و منتظر تکمیل آن به واسطه نهادی همچون دولت بوده‌اند، بلکه حتی می‌توان نتیجه گرفت که زندگی آن‌ها و شیوه گذران امورشان کاملاً برخلاف وجود نهادی چون دولت برای رتق و فتق امور بوده است.»

### دوره نو سنگی
در دوره نوسنگی، جوامع انسانی تحت تغییرات عمده فرهنگی و اقتصادی قرار گرفت، که شامل توسعه کشاورزی، شکل‌گیری جوامع یکجانشین و ساختن سکونتگاه‌های دائمی، رشد تراکم جمعیت انسان و استفاده از سفالگری و دیگر ابزارهای پیچیده بود.
کشاورزی در زمان یکجانشینی منجر به توسعه حقوق مالکیت، جوامع مردسالار و پرورش گیاهان و حیوانات توسط انسان‌ها شد و در این دوره اندازه خانواده‌ها هم بزرگ‌تر شد. این دوره هم چنین مهیا گر پایه‌های دولت متمرکز شده از طریق تولید منابع هنگفت غذا بود چرا که باعث می‌شد تقسیم کار پیچیدگی بیشتری یابد و مردم هر یک باید در کاری متخصص می‌شدند تا بتوانند سهمی از تولیدات غذایی داشته باشند. دولت‌های آغازین در مکان‌هایی تشکیل شدند که جوامعی به شدت طبقه‌بندی شده داشتند و طبقه ثروتمند و حاکم جامعه همگی تحت فرمان پادشاه بودند. طبقات حاکم شروع به تمایز قائل شدن میان خود و کشاورزان و دیگر طبقات اجتماعی کردند و البته این تمایز قائل شدن با آن حالت که این طبقه بخواهند طبقات کارگر را به سر سپردن به خود وادارند، متفاوت بود.
در گذشته، اعتقاد بر این بود که دولت‌های متمرکز به خاطر توسعه نظام‌های کارگری مختلف توسعه یافتند (مانند شیوه‌های آبیاری جدید) و برای این که بتوانند اقتصادهای پیچیده را نظم بخشیده و سامان دهند. با این وجود مدارک باستان‌شناسی و مردم‌شناسی مدرن این نظریه را اثبات نمی‌کنند و به وجود جوامعی غیر متمرکز از نظر سیاسی اشاره دارند.

### دولت در اوراسیای باستان
عموماً بین‌النهرین به عنوان قدیمی‌ترین جایی شناخته می‌شود که در آن تمدن یا جامعه پیچیده شکل گرفت و به معنی شهرهایی بود که در تمام مدت در آن‌ها تقسیم کار شکل می‌گرفت، تمرکز اجتماعی ثروت به سرمایه در آن‌ها وجود داشت، ثروت به‌طور مساوی بین همه تقسیم نمی‌شد، طبقات حاکم وجود داشتند، روابط بیشتر بر پایه اقامت در جایی بود تا اینکه بر پایه خویشاوندی باشد، تجارت‌های راه دور انجام می‌شد، معماری‌های به جای ماندنی داشت، و اشکال هنر و فرهنگ، نویسندگی، ریاضیات و علم از استاندارد بهره‌مند شده بودند. این تمدن نخستین تمدن باسواد جهان بود که اولین مجموعه قواعد نوشتن را شکل داده بود. با سررسیدن نیمه‌های هزاره چهارم پیش از میلاد بیشتر ساکنان میان دو رود افرادی غنی بودند؛ امری که دلالت بر سازمان یافتگی رفاه در این تمدن دارد.

### دولت در یونان باستان
گرچه اشکال گوناگون دولت قبل از ظهور امپراتوری یونان باستان وجود داشتند، اما یونانی‌ها اولین مردمانی هستند که به شکل‌دادن دقیق و صریح فلسفه سیاست در دولت شناخته شده هستند و به گونه‌ای منطقی نهادهای سیاسی را مورد تحلیل قرار داده‌اند. پیش از این، دولت‌ها بر اساس افسانه‌های مذهبی تشریح و توجیه می‌شدند.

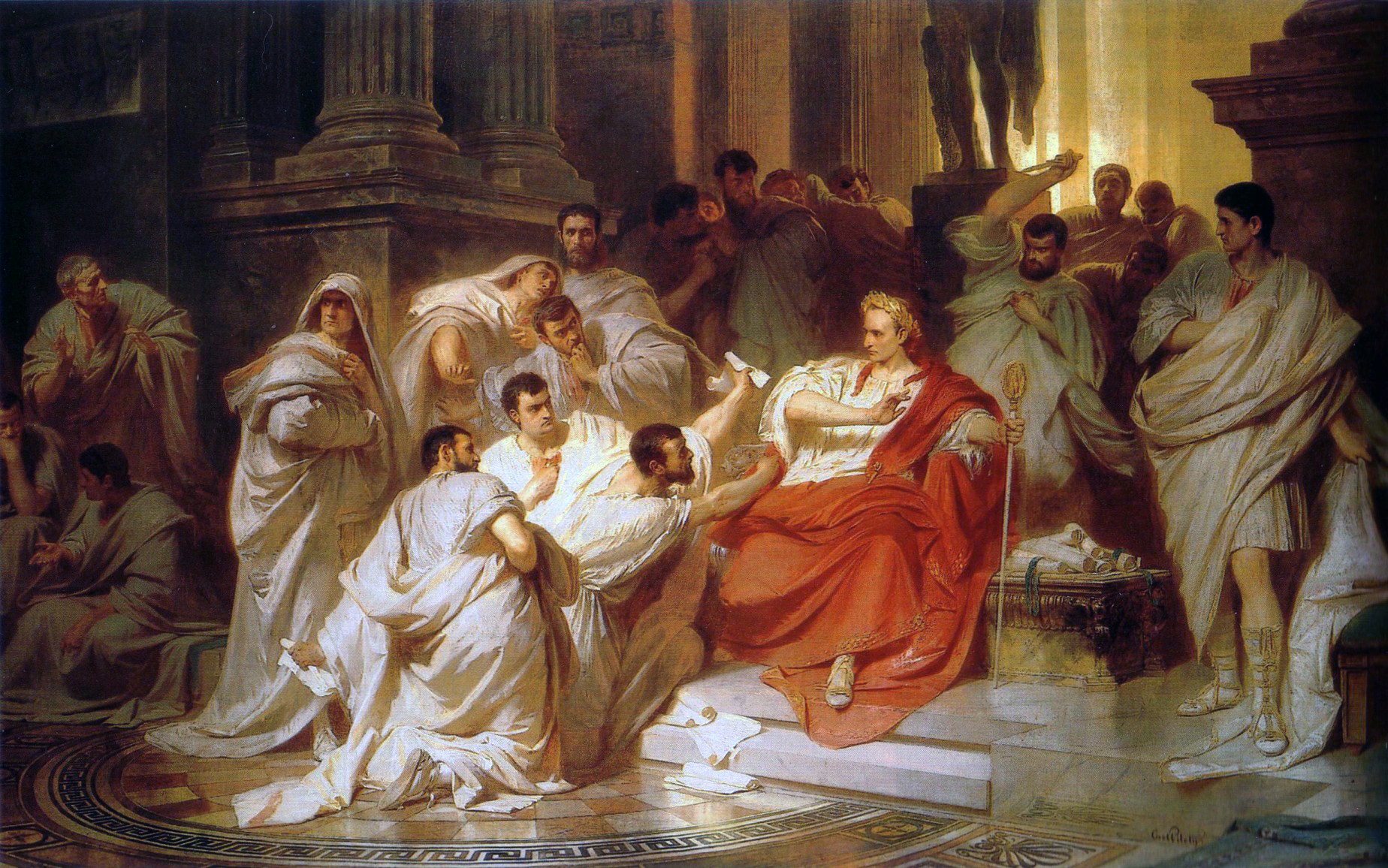
نمایی از مجلس روم باستان که سناتورها به دور ژولیوس سزار حلقه زده‌اند. (قتل ژولیوس سزار)

بسیاری از ابداعات مهم سیاسی متفاوت دوران باستان از شهر دولت‌های یونان و جمهوری روم به دست آمده‌اند. دولت-شهرهای یونان پیش از قرن چهارم حق شهروندی را به مردمان آزاد خویش اعطا می‌کردند و در آتن این حقوق شامل روندهای مستقیم دموکراتیک بود برای داشتن دولت که پس از این دوره نیز، مدت زمان زیادی در نظام‌های مختلف سیاسی جهان مورد استفاده قرار می‌گرفتند.

### دولت فئودال
در دوره قرون وسطی در اروپا، دولت بر اساس اصل فئودالیسم شکل می‌گرفت، و رابطه میان ارباب و رعیت تبدیل به مرکز این سازمان اجتماعی شده بود. فئودالیسم منجر به توسعه سازمان‌های اجتماعی بزرگ‌تر و نظام‌های دارای سلسله مراتب عظیم تری شد.
شکل‌گیری درگیری‌ها بر سر مالیات‌گیری میان پادشاه و دیگر نهادهای جامعه (به ویژه اشراف و شهرها) باعث ظهور چیزی شد که امروزه آن را دولت به معنی فعلی می‌شناسیم که دارای یک مجلس قانون گذاری است که باعث می‌شود گروه‌های اجتماعی مختلف در آن نماینده داشته باشند و با هم به مذاکره بپردازند و شاه با مشورت با ایشان دربارهٔ مسائل اقتصادی و حقوقی تصمیم‌گیری نماید. تخت و تاج پادشاه بعضی مواقع به‌طور کامل به تصمیم‌های مجلس قانون‌گذاری احترام می‌گذاشت ولی در مواقعی هم تصمیم‌گیری‌های ایشان را نادیده می‌گرفت که این امر منجر به متمرکز شدن بیشتر قدرت قانون‌گذاری و اختیار اداره کردن و داشتن قدرت ارتش در دستان پادشاه شد. در آغاز قرن پانزدهم، این روند تمرکز گرایی به دولت‌هایی که قدرت مطلق را در دست داشتند، مجال ظهور داد.

### دولت مدرن
همگن‌سازی فرهنگی و ملی به‌طور عمده با ظهور نظام‌های دولتی مدرن گره خورده است. از زمان دولت‌هایی که قدرت مطلق را در دست داشتند، دولت‌ها به میزانی گسترده بر پایه‌های ملی سازماندهی شدند. با این وجود مفهوم دولت ملی مترادف با مفهوم دولت-ملت نیست. حتی در جوامعی که بیشترین حد همگنی قومی را دارند، یک مطابقت کامل میان دولت و ملت وجود ندارد، از این رو نقش اصلی دولت‌ها این شد که ملی‌گرایی را ترویج کنند و این کار را از طریق تأکید بر سمبل‌های مشترک و هویت ملی انجام می‌دادند.
نظریات دربارهٔ طبع انسان و مفهوم دولت
طبع بشر را بر اساس تفسیرهای گوناگون می‌توان ایستا یا پویا، خودخواهانه یا نوع دوستانه، عقلانی یا غیرعقلانی و کمال‌پذیر یا کمال ناپذیر تلقی کرد. با این حال از پیش هیچ معلوم نیست که چه تبعاتی از این فرضیات حاصل خواهد شد. هابز، بنتهام و ماکس اشترنر همگی انسان را موجودی خودخواه تلقی می‌کردند لیکن هابز راه حل را در حاکمیت مطلق جست و جو می‌کرد. بنتهام دموکراسی و حکومت نمایندگان را به عنوان راه حل عرضه می‌داشت و استیرنر اقتدارگریزی و آنارشی را.
پیشتازان اندیشه دموکراسی
ارسطو (۳۸۴–۲۳۳ ق. م)
ارسطو به عنوان اندیشمند سیاسی به مطالعه دولت شهر (polis)های یونانی پرداخت و در ضمن این مطالعه به رابطه میان دموکراسی و سرشت سیاسی انسان نظر داشت. به نظر او انسان طبعاً حیوانی سیاسی است که در دولت شهر زندگی می‌کند؛ تنها جانوران و خدایان می‌توانند خارج از دولت شهر به سر ببرند. انسان به حکم برخورداری از قوه انحصاری نطق و گفتار می‌تواند دربارهٔ درستی و نادرستی، سود و زیان و حقیقت و خطای امر سخن بگوید. پس زندگی انسانی مستلزم زیستن در جماعتی است که انسان بتواند در آن دربارهٔ امور عمومی آزادانه سخن بگوید.